# Ius trium liberorum
 Ius trium liberorum лат. (изговор: јус тријум либерорум). Право троје дјеце. (Октавијан Август)

## Поријекло израза
Право „Троје дјеце“ је установио у смјени старе и нове ере оснивач Римског царства и први римски цар Октавијан Август.

## Тумачење
Ова правна норма је привилеговала повластицама родитеље са најмање три дјетета, у намјери стимулисања наталитета.